# Oliver Riedel
Oliver Riedel, nemški glasbenik * 11. april 1971, Schwerin, Vzhodna Nemčija. 
Riedel je leta 1990 pri devetnajstih letih začel igrati v glasbeni skupini z zasebnim imenom The Inchtabokatables. Leta 1994 je zapustil skupino in se pridružil znani nemški skupini  Rammstein. Je bas kitarist, njegov vzdevek pa je "Ollie". 
Riedel je poročen in ima dva otroka, od tega eno deklico, ki se imenuje Emma. 